# Krasnye Krylya Samara
El Krasnye Krylya Samara (en ruso: Красные Крылья Самара) es un equipo de baloncesto ruso con sede en Samara, que juega en la VTB United League y en la tercera competición europea, la Eurochallenge. Disputa sus partidos en el MTL Arena, con capacidad para 3000 espectadores.

## Historia
El club se fundó en 2009, viniendo a sustituir al desaparecido CSK VVS Samara, que ganó la Eurocopa del Desafío en 2007, y que tuvo que dejar la competición por bancarrota. En 2010 fue finalista de la FIBA EuroChallenge, perdiendo ante el equipo alemán del BG Göttingen.

## Posiciones en Liga
- 2009 (12)
- 2010 (8)
- 2011 (8)
- 2012 (8)
- 2013 (7)

## Posiciones en la VTB United League
- 2012 (6-A)
- 2013 (3-A)

## Palmarés
- Subcampeón de la FIBA EuroChallenge (2010)
- Campeón de la Copa de Rusia de Baloncesto (2012), (2013)
- Campeón de la FIBA EuroChallenge (2013)
- Cuartos de final de la VTB United League (2013)

## Jugadores destacados
| - Fedor Dmitriev - Artem Yakovenko - Eugeny Voronov - Nikita Shabalkin - Petr Samoylenko - Artem Kuzyakin - Valery Likhodey - Pavel Antipov - Dmitry Kulagin - Joe Alexander - Jermareo Davidson - Eric Bell - Sam Clancy Jr. - DeJuan Collins | - DeJuan Blair - Levance Fields - Gerald Green - Kelvin Gibbs - Julian Wright - Qyntel Woods - Bracey Wright - Lamayn Wilson - Omar Thomas - Andre Smith - Chester Simmons - Alex Scales - Marque Perry | - Eric Hicks - Omar Cook - J.R. Bremer - Ralph Biggs - Brion Rush - Jeremiah Massey - Jarvis Hayes - DeRon Hayes - Dragan Labovic - Georgi Tsintsadze - Janar Talts - Drew Sullivan - Marko Marinović - Primož Brezec - Yaniv Green |